# نیه‌هولت‌ولده
نیژهولتولد (به هلندی: Nijeholtwolde) یک منطقهٔ مسکونی در هلند است که در وست‌استلینگ‌ورف واقع شده‌است. نیژهولتولد ۱۸۳ نفر جمعیت دارد.